# Nargesz Mohammadi
Nargesz Mohammadi (Zandzsán, 1972. április 21. –) iráni újságíró, emberi jogi aktivista és az Emberi Jogok Védelmének Iráni Központja (DHRC) elnökhelyettese. 2023-ban Nobel-békedíjat kapott.

## Pályafutása
Az Imam Khomeini Nemzetközi Egyetemen tanult, fizikából szerzett diplomát, és mérnök lett. Tanulmányai alatt cikkeket írt a diákújságban a nők jogaiért.
1999-ben feleségül ment Taghi Rahmani újságíróhoz, akit nem sokkal ezután tartóztattak le először. Rahmani 2012-ben költözött Franciaországba, miután összesen 14 év börtönt töltött le. 
Mohammadinak és Rahmaninak ikergyermekei vannak, Ali és Kiana.

## Publikáció
- White Torture: inside Iran's prisons for women. OneWorld Publications, 2022.

## Fordítás
Ez a szócikk részben vagy egészben  a   Narges Mohammadi című német Wikipédia-szócikk fordításán alapul.  Az eredeti cikk szerkesztőit annak laptörténete sorolja fel. Ez a jelzés csupán a megfogalmazás eredetét és a szerzői jogokat jelzi, nem szolgál a cikkben szereplő információk forrásmegjelöléseként.